# 大慧宗杲
大慧宗杲（1089年—1163年），俗姓奚，字曇晦，號妙喜，又號雲門，諡號普覺禪師，宣州宁国（今属安徽）人，南宋禪宗大師，為臨濟楊岐派第五代傳人，提倡看話禪。南宋前期對金主戰派的代表人物。法嗣昭覺圓悟克勤禪師。

## 生平
十七歲時依東山慧雲寺慧齊法師出家。
宋徽宗宣和六年（1124年），至開封天寧寺，依止於圜悟克勤禪師門下，參學開悟。圜悟克勤禪師以其所著《臨濟正宗記》付囑之，並令宗杲分座說法，因而名震京師，成為楊岐派第五代傳人。
靖康元年（1126年），丞相呂好問奉賜紫衣，賜號佛日大師。
宋高宗紹興七年（1137年），受宰相張浚之請，住持徑山寺，人稱徑山宗杲。
紹興十一年（1141年），秦檜解除韓世忠、張俊、岳飛等三大帥的兵權，與金朝議和，岳飛下獄處死。宗杲因為對金朝主戰，受到牽連，遭追回度牒，流放衡州（今湖南衡陽）。
紹興二十年，秦檜因為宗杲的跟隨者甚多，心有猜忌，又將宗杲改流放至梅州（今廣東梅縣）。宗杲於此時收集圜悟禪師語錄，編成《正法眼藏》一書。
紹興二十五年，秦檜死後被赦，隔年恢復僧服，住杭州靈隱寺。
紹興二十七年，因張浚向朝廷舉薦，再主徑山，創看話禪法。
紹興二十九年，宗杲上表乞退，離山至四明育王寺，朝廷先後派人至四明，召使還徑山。
紹興三十一年，建徑山明月堂後隱退，但仍然有許多學者上門向他請教。
隆興元年（1164年），宋孝宗即位，召見宗杲，賜號大慧禪師。同年，圓寂，壽七十四歲，法臘五十八，諡普覺禪師。
宗杲禪師圓寂之後，門下弟子為其建塔，將全身置于明月堂之側。宋孝宗特詔改明月堂為妙喜庵(禪宗典籍，時又稱宗杲禪師為“妙喜”)，並于淳熙初年(1174)，刻其全錄八十卷，入藏流行。

## 思想及影響
大慧宗杲提倡所謂的話頭禪（又稱看話禪），要人參趙州禪師的無字話頭。他鼓勵學者起疑情，以疑情參究公案，而得到開悟。宗杲認為，修行必須在生活之中，反對遠離塵世，獨自修行。因此，他大力排斥當時流行的默照禪（大慧宗杲將其稱為「默照邪禪」），認為它會造成學者終日只知靜坐，是在「斷佛慧命」、「墮在黑山下鬼窟裡」，有默無照，是邪禪。但是他與默照禪的主要倡導者宏智正覺禪師卻是好友。
禪宗楊岐派在他手上推至最高峰，他的禪法，對後世禪宗形成深遠的影響。南宋理學也深受他的影響。

## 法嗣

### 師承
- 圓悟克勤

### 弟子
- 思岳 [7]
- 德光
- 悟本
- 道顏

## 主要著作
- 《大慧語錄》[7]
- 《正法眼藏》
- 《大慧武庫》

## 外部連結
- 荒木見悟著，廖肇亨譯；〈大慧宗杲論禪悟（页面存档备份，存于）〉。
- 鄧克銘〈大慧宗杲禪師禪法之特色〉
- 楊惠南〈看話禪和南宋主戰派之間的交涉〉（页面存档备份，存于）
- 《大慧普覺禪師語錄》（页面存档备份，存于）
- 大慧宗杲 （页面存档备份，存于）